# Ogasawarana yoshiwarana
Ogasawarana yoshiwarana é um caracol endémico do Japão.

## História
O Ogasawarana yoshiwarara é um caracol terrestre. Este caracol foi descoberto  no arquipélago de Ogasawara, no Japão.
Desde a sua descoberta e classificação em 1902 não são conhecidos nenhuns outros registos relativos a esta espécie de caracol (pelo menos até 2007). A IUCN Red List of Treatened Species considera, desde 1994, que esta espécie se encontra extinta.